# Prinsmetall
Prinsmetall eller Bathmetall är en vitgul legering av 55 % koppar och resten zink.
Prinsmetall används till knappar, ljusstakar med mera.
Legeringen har fått sitt namn efter prins Rupert av Pfalz (1619-1682) som ägnade ett livligt intresse åt naturvetenskaperna.